# JRAサマーステージ
JRAサマーステージ（ジェイアールエーサマーステージ）とは日本中央競馬会（JRA）が、2008年から2012年まで毎年夏季開催期間中の7-9月に行っていたキャンペーンの表題である。2009年からは6月から9月に拡大される。

## 狙い
いわゆるローカル開催が中心となる夏季競馬をより多くの競馬ファンに応援してもらうことを目指し、様々なファンサービスやキャンペーンを提供する。

## 主なイベント
- 薄暮競走　期間中の函館競馬場（2009年は改修工事のため休止）・札幌競馬場の発走時刻を通常より40分から1時間程度、小倉競馬場（2009年・2010年は阪神競馬場も）の発走時刻を通常より30分程度遅らせて、夕方の時間にもファンに競馬競走を存分に楽しんでもらう。なおメイン競走はテレビ中継への配慮のため15時台に組んでいるため、函館・札幌は第9競走、阪神・小倉は第10競走が割り当てられる。なお薄暮競走は東日本大震災による省エネ・節電対策により、2011年（当初開催予定だった）以後は休止中の状態となっているが、夏季開催の1日の最終は原則として16:30に行うようにしている。
- サマーシリーズ　競走馬を対象に中距離・2000mの5レースのポイント制で争う「サマー2000シリーズ」、短距離・1000-1200mの6レースのポイント制で争う「サマースプリントシリーズ」、マイル・1600mの3レースのポイント制で争う「サマーマイルシリーズ」、ならびに騎手を対象に期間中に行われるすべての重賞競走のポイント制で争う「サマージョッキーズシリーズ」でそれぞれの部門優勝を決める。
- 観客向けのファンサービス
  - 2008年に馬番号3連勝単式（3連単）全競馬場・全レース発売を試験的に実施。好評に付き同年秋季開催より本格的全レース発売に移行
  - フリーパスの日　開催中の各競馬場における主要重賞競走開催日（原則1競馬場1日のみ）の一般入場券（通常は東京・中山・阪神・京都は200円、その他は100円）を無料とする。
  - JRAプレミアム　2008年は該当なしだったが、2009年に札幌記念で実施。
  - その他プレゼントキャンペーン各種